# Brookesena succincta
Brookesena succincta är en snäckart som först beskrevs av Suter 1908.  Brookesena succincta ingår i släktet Brookesena och familjen Mathildidae. Inga underarter finns listade i Catalogue of Life.